# Nikolai Andreiev
Nikolay Andreyevich Andreyev (em russo:  Николай Андреевич Андреев; Moscou, 26 de outubro de 1873  — Moscou, 24 de dezembro de 1932) foi um escultor e artista gráfico russo. Quando jovem, Andreyev estudou com Sergey Volnukhin e em 1902 tornou-se associado ao grupo de pintores realistas Itinerantes. O irmão de Andreyev, V.A. Andreyev, também era escultor.

## Biografia
Nascido em Moscou, Andreyev foi o designer de duas estátuas de Moscou conhecidas por sua remoção. Uma é a figura sentada feita de bronze de Nikolai Gogol, com frisos de bronze dos maiores personagens de Gogol circundando a base, finalizada em 1909 e localizada no Gogol Boulevard. Criticado por seu estilo impressionista e humor negro, dito odiado pelo próprio Stalin, sua estátua foi movida em 1952 em meio a controvérsias, e substituída por uma representação direta de Gogol em estilo soviético pelo escultor Nikolai Tomski.
Da mesma forma, a figura da "Liberdade" de Andreyev (vagamente, a "Estátua da Liberdade") foi erguida com um obelisco de 26 metros na Rua Tverskaya em 1919, para comemorar a Constituição Soviética. Ela foi explodida em 1941 e substituída por uma estátua equestre de Jorge I de Quieve, do escultor Sergei Orlov, concluída em 1954.
O trabalho posterior de Andreyev está fortemente associado ao estilo de realismo socialista Soviético, e ele é conhecido por seus extensos estudos de "Leniniana", produzindo cerca de 100 esculturas e 200 trabalhos gráficos de Lenin de 1920 a 1932. Ele também produziu um grande número de retratos de líderes soviéticos, incluindo Stalin e Lunatcharski.
Andreyev criou a primeira representação artística pós-1917 de Stalin, datada de 1 de maio de 1922 e autografada pelo próprio Stalin. Este desenho foi executado no estilo realista, incluindo as marcas de pústulas e o braço enrijecido de Stalin. Esta também foi a última vez que Stalin foi retratado com sua imperfeição. O desenho foi posteriormente criticado por Stalin, questionando o conhecimento de Andreyev da anatomia humana.
Andreyev morreu em Moscou e está enterrado no cemitério mais famoso da cidade, Novodevichy.